# Epicadus trituberculatus
Epicadus trituberculatus es una especie de araña cangrejo del género Epicadus, familia Thomisidae. Fue descrita científicamente por Taczanowski en 1872.

## Distribución
Esta especie se encuentra en América: México, Panamá, Perú, Bolivia, Guayana Francesa, Brasil y Argentina.

## Taxonomía
Fue descrita por Taczanowski en 1872.
Tratamiento taxonómico
La especie aparece registrada y publicada en Les aranéides de la Guyane française. Horae Societatis Entomologicae Rossicae 9: 64–112, pl. 3–4.